# Kway chap
Kway chap (粿汁, em língua chinesa) é uma sopa típica da culinária de Singapura, de origem teochew (da região de Chaoshan, na província de Guangdong ou Cantão). Tem como base um caldo de ossos ou vísceras de porco ou pato, feito com molho de soja e servido com folhas de farinha de arroz. 
Para além das carnes, a sopa é muitas vezes servida com folhas de soja fritas, tofu, bolos de peixe, ovos cozidos e vegetais fermentados. Os condimentos podem incluir canela e cravinho e a sopa é servida com um molho de malagueta com vinagre.